# グラスヒュッテ・オリジナル

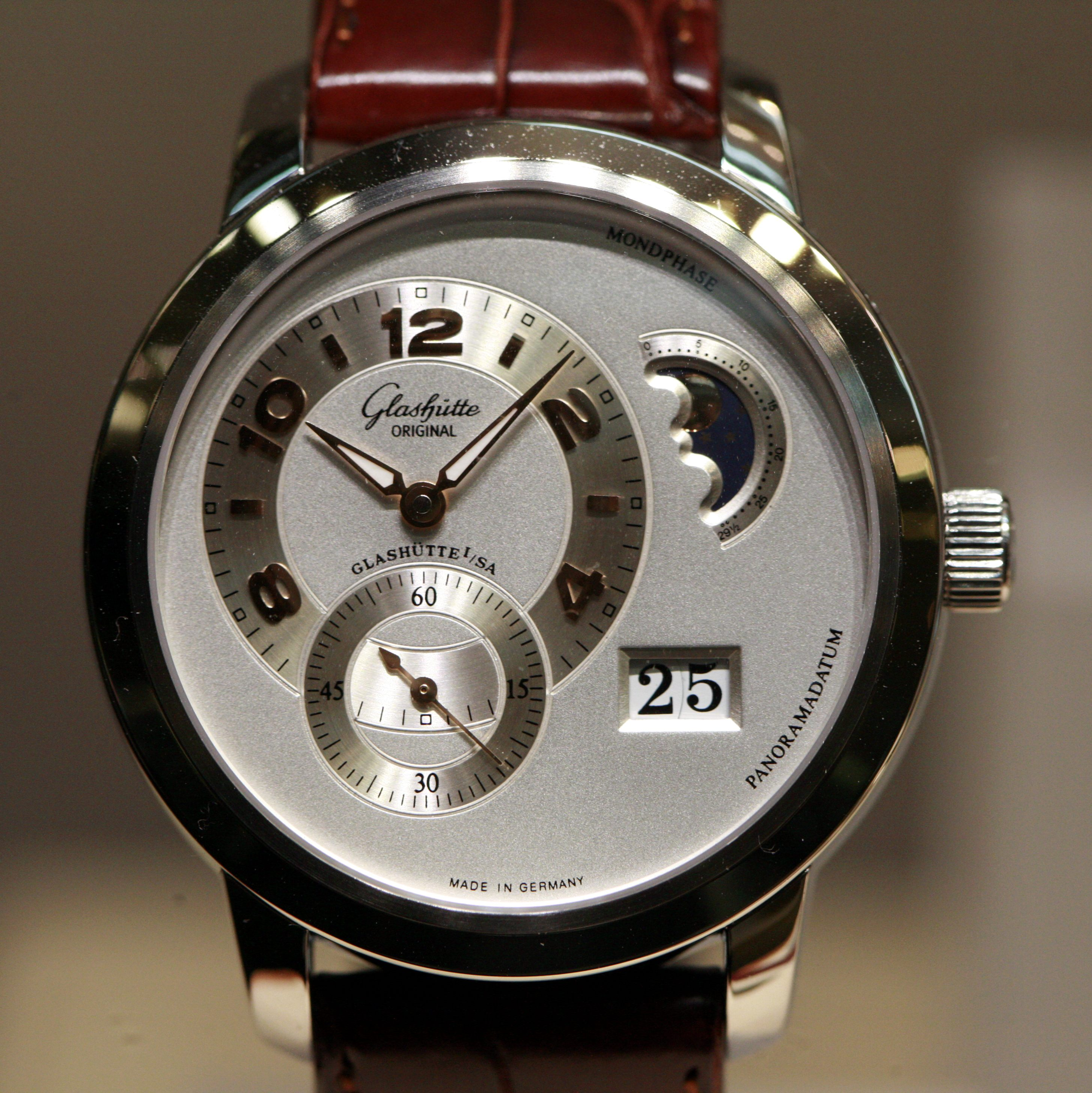
パノマティックルナ

グラスヒュッテ・オリジナル（独：Glashütte Original）はドイツ・ザクセン州グラスヒュッテ(Glashütte)の町に本拠を構える高級時計メーカーである。グラシュテと表記されることもある。
会社の正式名称はGlashütter Uhrenbetrieb GmbH（グラスヒュッテ時計製造会社）。世界最大の時計企業グループのスウォッチ グループ(Swatch Group)の傘下にある。

## 概要
機械式時計のみをムーブメント（時計の駆動装置）から自社一貫生産しているマニュファクチュールである。グラスヒュッテ伝統のフライング・トゥールビヨンなど複雑式時計（コンプリケーション）から、クラシックスタイルのドレス時計、現代的なスポーツ・ウォッチまで幅広い。グラスヒュッテの工房でマイスターによって、グラスヒュッテの伝統技法に基づいて手作業で時計づくりをしている。

## 歴史
1845年、フェルディナント・アドルフ・ランゲがザクセン王国のグラスヒュッテに時計工房を創業したのが起源。その後、町には複数の時計工房や部品製作所、優れた技術者を育成する時計学校などが設立され、グラスヒュッテはスイスと並ぶ時計の一大生産地として発展した。
第二次世界大戦後の1951年に、グラスヒュッテの町にあったランゲ・アンド・ゾーネやウニオン（ユニオン）、シュトラッサー＆ロウデといった時計会社が全てグラスヒュッテ国営時計会社（グラスヒュッテ・ウーレンベトリーブ（略称GUB)）に統合された。
東西ドイツ統合後の1990年に、グラスヒュッテ国営時計会社は民営化され、グラスヒュッテ・オリジナルとなった。1994年以降は、戦前に製造していた高い品質の機械式時計製作に回帰し、部品の殆どを自社工房内で製作している。
2000年にスウォッチ グループの傘下に入り、最高級の時計を世界中に送り出している。

### 年表
- 1450年 - グラスヒュッテの土地で銀の採掘場として町が発展。周辺地域で重要な町となる
- 1831年 - 鉱脈が枯渇して衰退するグラスヒュッテの住民の生活を支えるため、ランゲが時計製作の指導を開始
- 1845年 - ザクセン王国の援助とランゲの尽力によりグラスヒュッテに初の時計工房設立
- 1852年 - ユリウス･アスマンがグラスヒュッテに工房を構え、高品質の自作ポケットウォッチ製作など活躍
- 1875年 - ルードヴィヒ･シュトラッサーとグスタフ･ロウデが工房を構える
- 1878年 - モーリッツ･グロスマンによりグラスヒュッテ時計学校が設立
- 1893年 - ヨハネス･デルシュタインがウニオン工房を構える
- 1904年 - エルンスト･カシスケが工房を構える
- 1913年 - アルフレッド･ヘルヴィグがドイツ時計学校の教師になる
- 1921年 - Original Glashütteという商標が初めて時計の文字盤に登場
- 1926年 - ウーレン･ローヴェルケ･ファブリーク社（エボーシュ製造会社〈通称UROFA〉）創業
- 1945年 - 第二次世界大戦でロシア軍の爆撃を受け、製作機械から部品など殆どを失う
- 1951年 - 東ドイツ体制下、グラスヒュッテに残った全ての時計製造会社が統合され、グラスヒュッテ国営時計会社〈通称VEB GUB〉となる
- 1990年 - 東西ドイツ統合により、民営化。グラスヒュッテ時計製造会社（Glashütter Uhrenbetrieb GmbH）となる
- 1994年 - 「グラスヒュッテ･オリジナル」ブランドを再スタート
- 1995年 - 永久カレンダーとフライング･トゥールビヨンを備えた「ユリウス･アスマン1」を世界に発表
- 2000年 - スウォッチ グループ傘下に入る。ウォッチオブザイヤー受賞
- 2001年 - 2年連続のウォッチオブザイヤー受賞
- 2002年 - グラスヒュッテ・オリジナルの敷地内にドイツ時計学校を再建
- 2008年 - グラスヒュッテ市の協賛を得て、ドイツ時計ミュージアムを開設